# Останній бронепоїзд
Оста́нній бронепо́їзд (рос. Последний бронепоезд) — спільний білорусько-російський телесеріал 2006 року.

## Сюжет
Липень 1941 року. Початок німецько-радянської війни. 63-й стрілецький корпус генерала Леоніда Григоровича Мальцева відчайдушно стримує ворога і опиняється в оточенні.
Лінія фронту порушена, зв'язок перерваний, солдати знесилені, майже відсутні набої. Єдина надія корпусу — бронепоїзд. Але найближчий помічник Мальцева зраджує своїх і переходить на бік німців. Ті захоплюють бронепоїзд, а разом з ним і декількох бійців на чолі з Лісорубом (колишнім комбригом РСЧА Михайлом Романовим). Романов був заарештований напередодні війни і направлений спокутувати вину на фронт рядовим бійцем. На карту поставлено долю корпуса і життя сотень солдатів. Полонені на чолі з Лісорубом вирішують за будь-яку ціну відбити бронепоїзд у німців і допомогти корпусу генерала Мальцева вийти з оточення…

## Актори і ролі
- Андрій Панін — Лісоруб, він же колишній комбриг Михайло Олексійович Романов.
- Андрій Соколов — старший лейтенант Шевцов, він же Герман Дітріх, диверсант.
- Катерина Реднікова — Соня, колишня вчителька німецької мови.
- Марина Александрова — Тома, дочка комкора Мальцева.
- Іван Кокорін — Льоха Лазар, колишній злодій.
- Денис Нікіфоров — Михайло Тепло, призовник-червоноармієць.
- Олег Корчиков — Фадєєв, залізничний машиніст.
- Анатолій Кот — полковник Петро Гірявой.
- Олександр Тютін — Мальцев Леонід Григорович, командир корпусу.
- Ігор Сігов — Клюге, німецький офіцер.
- Андрій Оліференко — Серпень.
- Дмитро Муляр — майор Щербань.
- Євген Нікітін — капітан Яхонтов.
- Борис Хімічев — залізничник.